# Norrlanda fornstuga

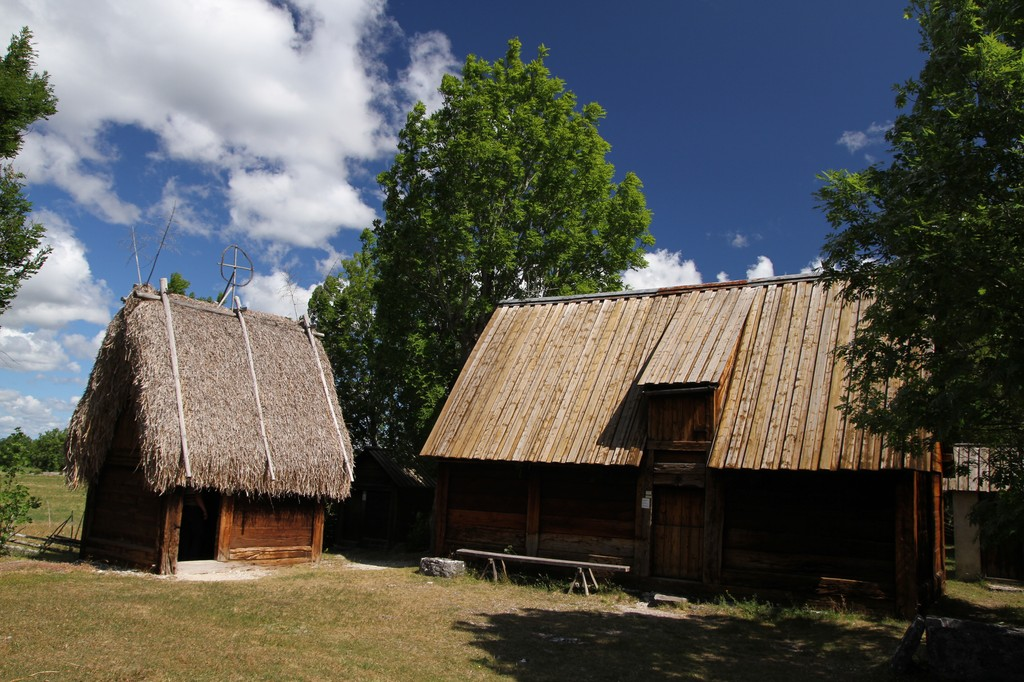
Norrlanda fornstuga.

Norrlanda fornstuga är ett hembygdsmuseum i Burs, Norrlanda socken på Gotland.
Museet har byggts upp främst av familjen Larsson, fadern Johan Larsson och sönerna Gustaf och John. 1924 köptes en gammal stuga vid Lina i Hörsne socken. Tillsammans med brodern John revs stugan ned, och uppfördes våren 1926 på John Larssons mark. Stugan fylldes med ärvda föremål från fadern Johan Larssons samlingar. Förutom kulturhistoriska föremål från det gotländska bondesamhället rymde huset även Johan Larssons samling av fornfynd. 1930 inventerade Nils Lithberg och Mogens Clemmensen Gotlands bestånd av bulhus, och påträffade då en ladugård i Dibjers i Hörsne socken som behövdes räddas. Lithberg kontaktade Johan Larsson och ordnade med understöd från Gotlands fornvänner, så att byggnaden kunde flyttas till Burs, där en uppfördes vid den tidigare stugan. Gotlands Fornvänner kom dock att förbli ägare till stugan fram till 1956, sedan museet 1955 omvandlats till stiftelse. 1936 tillkom det tredje huset vid fornstugan. Det var en strandbod som hört till Bursgården, men i samband med laga skifte 1888 sålts från gården och flyttats till Norrlanda. Sedan dess har det tillkommit en torkbastu, tjärbod, smedja, redskapsbod, slåtterbod, gäststuga ("listestugan"), visthusbod samt hemlighus.